# Ortignano Raggiolo
Ortignano Raggiolo is een gemeente in de Italiaanse provincie Arezzo (regio Toscane) en telt 847 inwoners (31-12-2004). De oppervlakte bedraagt 36,4 km², de bevolkingsdichtheid is 23 inwoners per km².

## Demografie
Ortignano Raggiolo telt ongeveer 370 huishoudens. Het aantal inwoners steeg in de periode 1991-2001 met 6,0% volgens cijfers uit de tienjaarlijkse volkstellingen van ISTAT.
| Jaar | Inwoneraantal |
| ---- | ------------- |
| 1991 | 804           |
| 2001 | 852           |

## Geografie
De gemeente ligt op ongeveer 483 m boven zeeniveau.
Ortignano Raggiolo grenst aan de volgende gemeenten: Bibbiena, Castel Focognano, Castel San Niccolò en Loro Ciuffenna, Poppi.

## Galerij

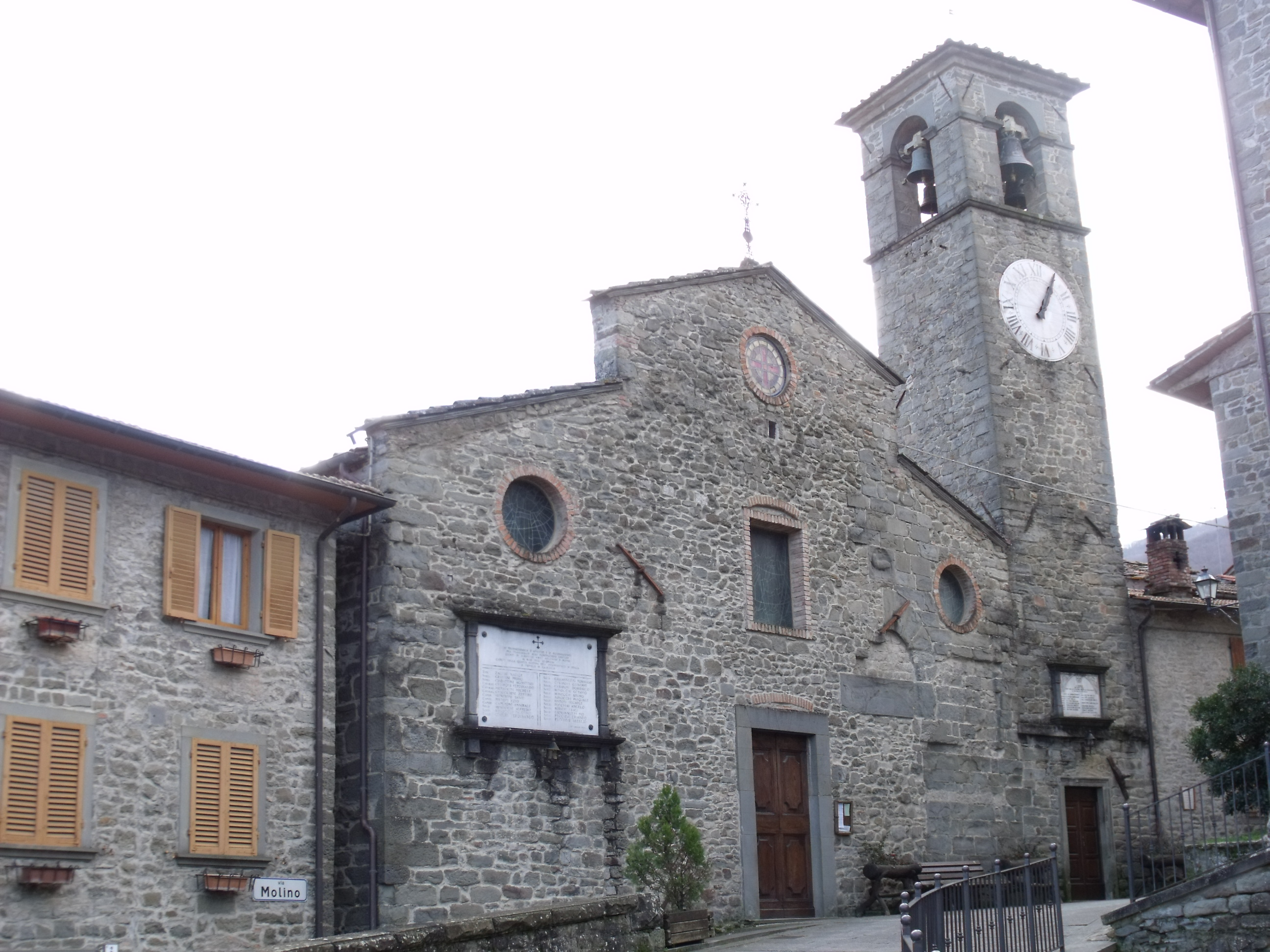
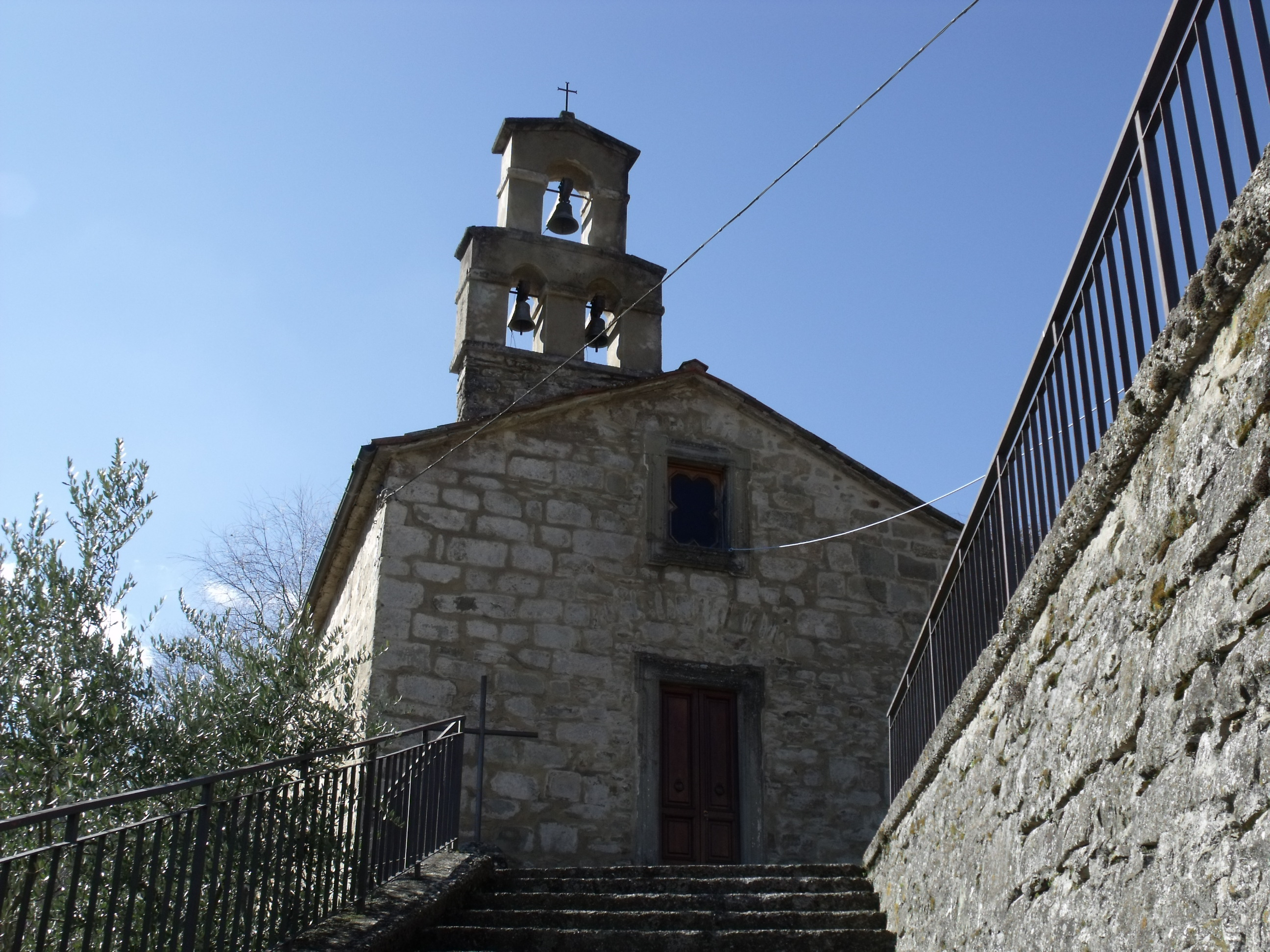
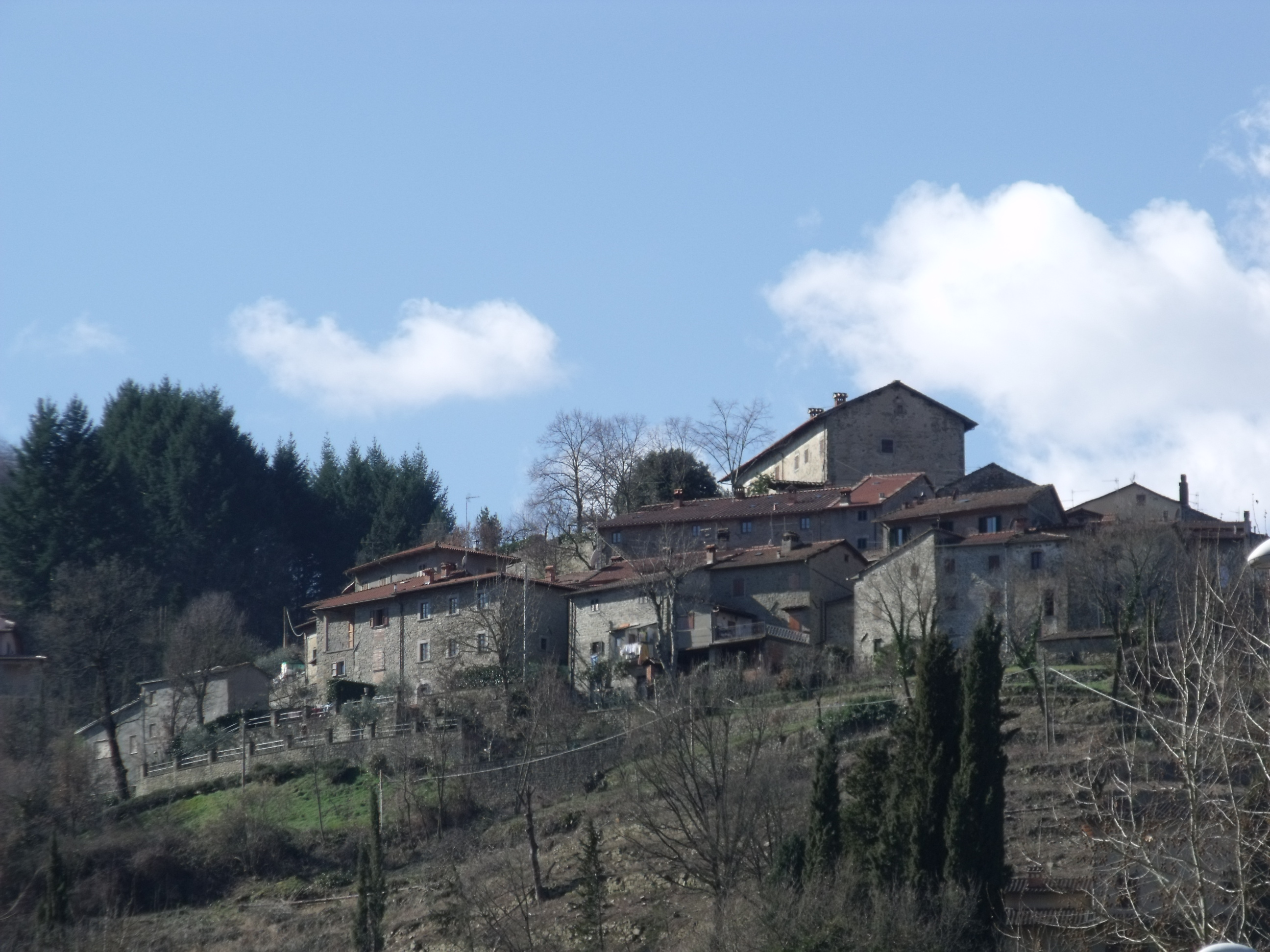